# Casariche
Casariche település Spanyolországban, Sevilla tartományban. Casariche Badolatosa, Alameda, La Roda de Andalucía, Estepa, Lora de Estepa és Puente Genil községekkel határos. Lakosainak száma 5307 fő (2024).

## Népesség
A település népessége az elmúlt években az alábbi módon változott:
| Lakosok száma | 5247 | 5344 | 5453 | 5605 | 5652 | 5596 | 5566 | 5456 | 5332 | 5307 |
|               | 2001 | 2004 | 2007 | 2009 | 2012 | 2014 | 2017 | 2019 | 2022 | 2024 |